# Горњи Петровићи
Горњи Петровићи су насељено мјесто у Босни и Херцеговини у општини Босанска Крупа које административно припада Федерацији Босне и Херцеговине. Према попису становништва из 1991. у насељу је живјело 464 становника.

## Историја
Према сеоском предању, "у старо време" у селу је постојала православна црква, која је запаљена након што је посечен сав народ који се у њој затекао. Рушевине и кости су откопане у јуну 1933, након чега је подизана нова црква.

## Становништво
| Демографија | Демографија | Демографија |
| Година      | Становника  | Становника  |
| ----------- | ----------- | ----------- |
| 1991.       | 464         |             |